# نریان

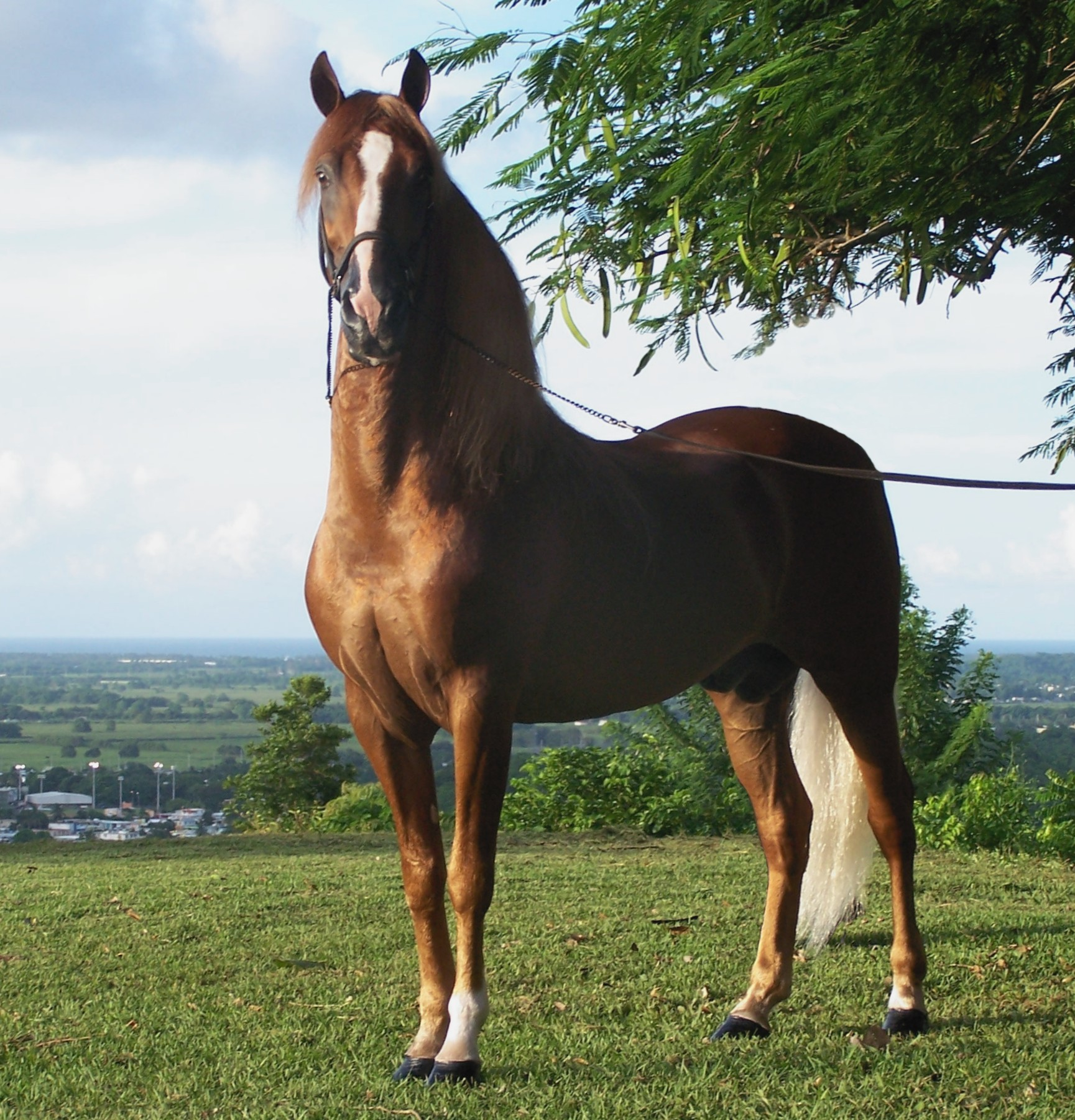
یک اسب نر

نریان یا اسب نر (به انگلیسی: Stallion)، اسب نری است که اخته نشده باشد. اسب نر از ساختار و فنوتیپ نژاد خود پیروی می‌کند، اما در این استاندارد، وجود هورمون‌هایی مانند تستوسترون ممکن است به اسب نرها گردنی کلفت‌تر و «تاج‌دار» و همچنین بدنی ماهیچه‌ای‌تر در مقایسه با اسب‌های ماده، که با نام مادیان شناخته می‌شوند، و نرهای اخته شده به نام اسب اخته بدهند.
«نریان» همچنین برای اشاره به نر دیگر اسبیان از جمله گورخر و الاغ استفاده می‌شود.